# Saint-Félix-Lauragais
Saint-Félix-Lauragais település Franciaországban, Haute-Garonne megyében. Lakosainak száma 1255 fő (2022. január 1.). Saint-Félix-Lauragais Les Cassés, La Pomarède, Puginier, Saint-Paulet, Soupex, Auriac-sur-Vendinelle, Bélesta-en-Lauragais, Le Cabanial, Falga, Montégut-Lauragais, Revel, Roumens, Saint-Julia és Vaux községekkel határos.

## Népesség
A település népessége az elmúlt években az alábbi módon változott:
| Lakosok száma | 1192 | 1188 | 1177 | 1348 | 1300 | 1282 | 1271 | 1266 | 1261 | 1255 |
|               | 1968 | 1982 | 1990 | 2006 | 2013 | 2015 | 2017 | 2019 | 2020 | 2022 |

## Műemlékek

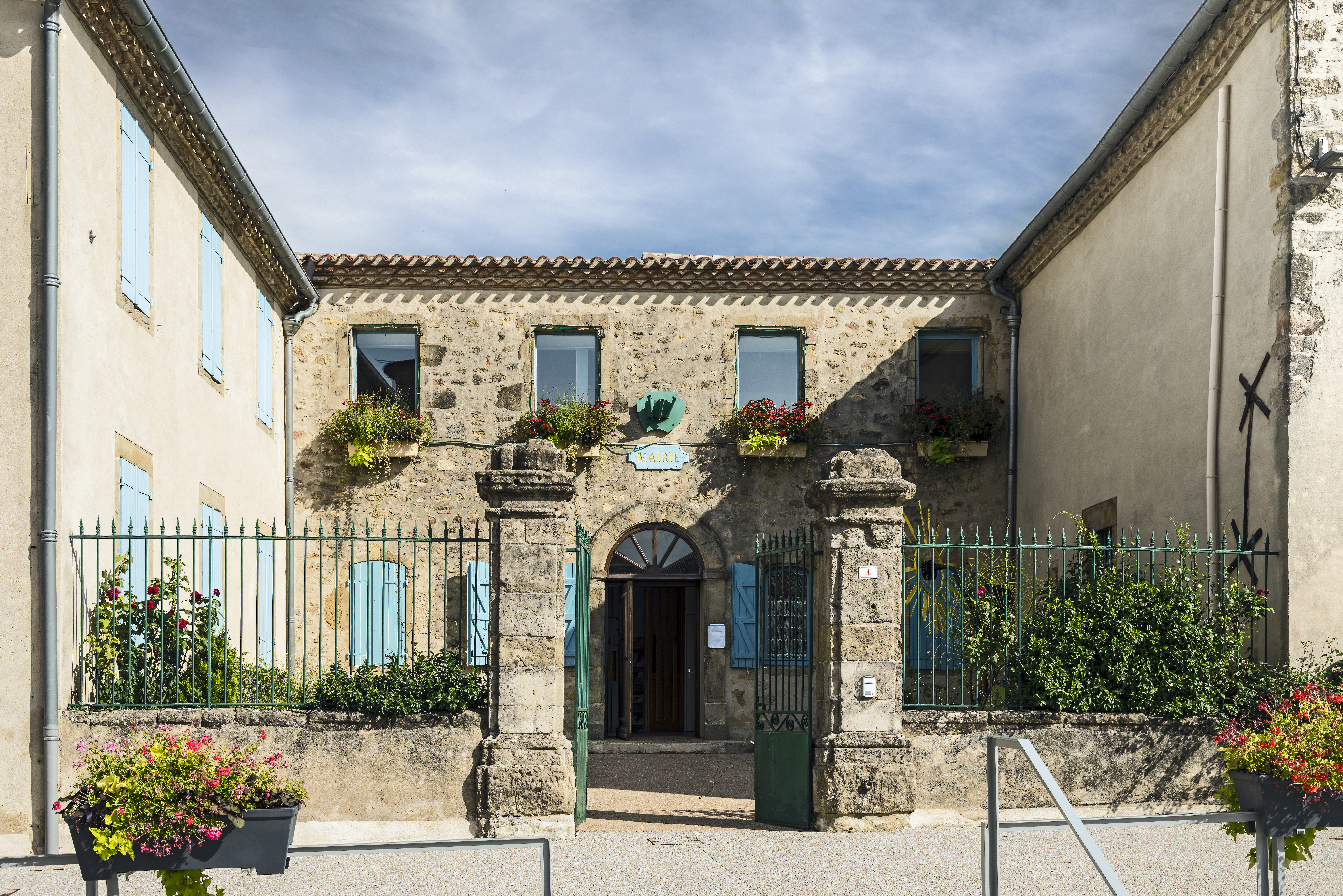
Városháza
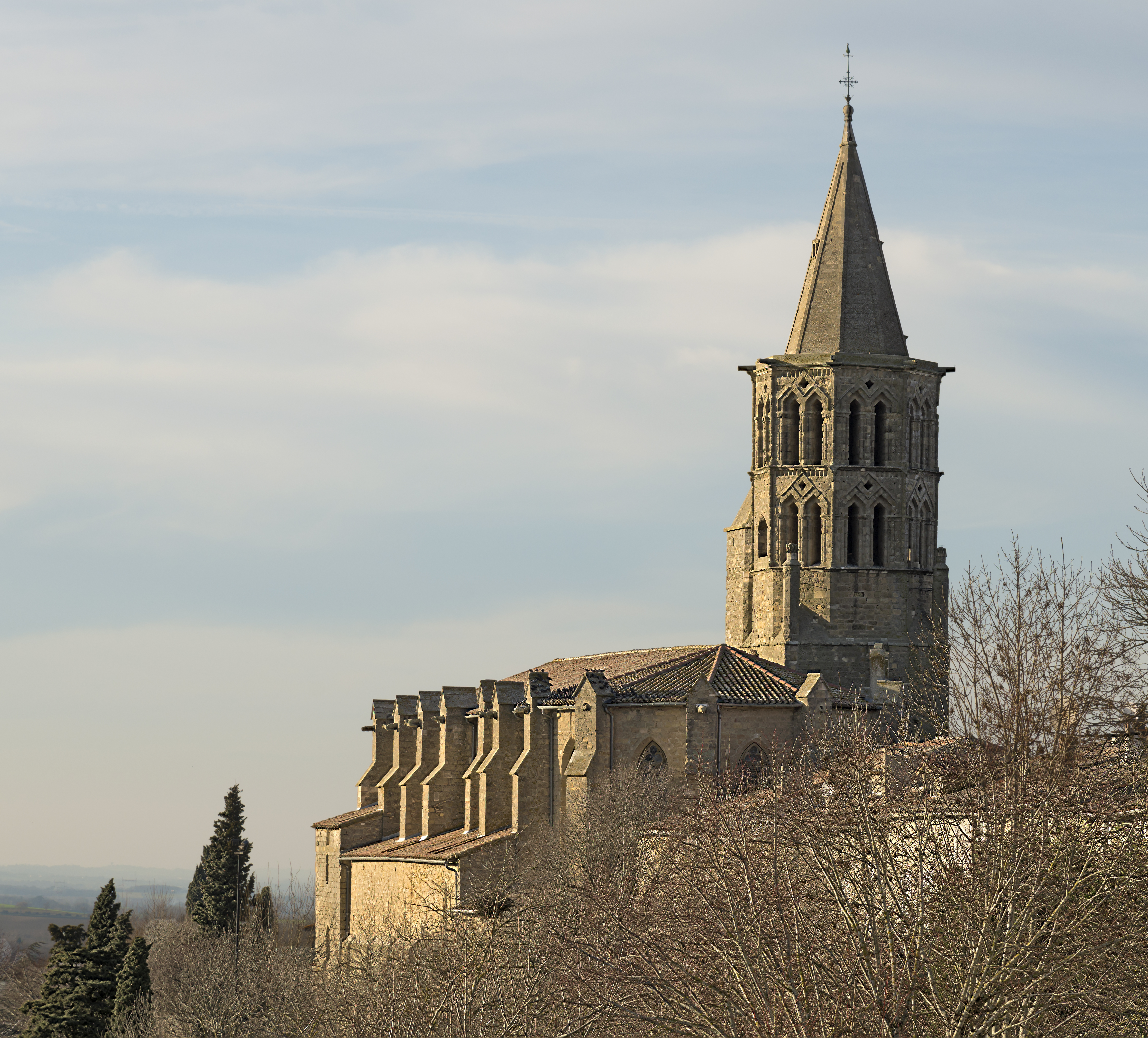
A templom
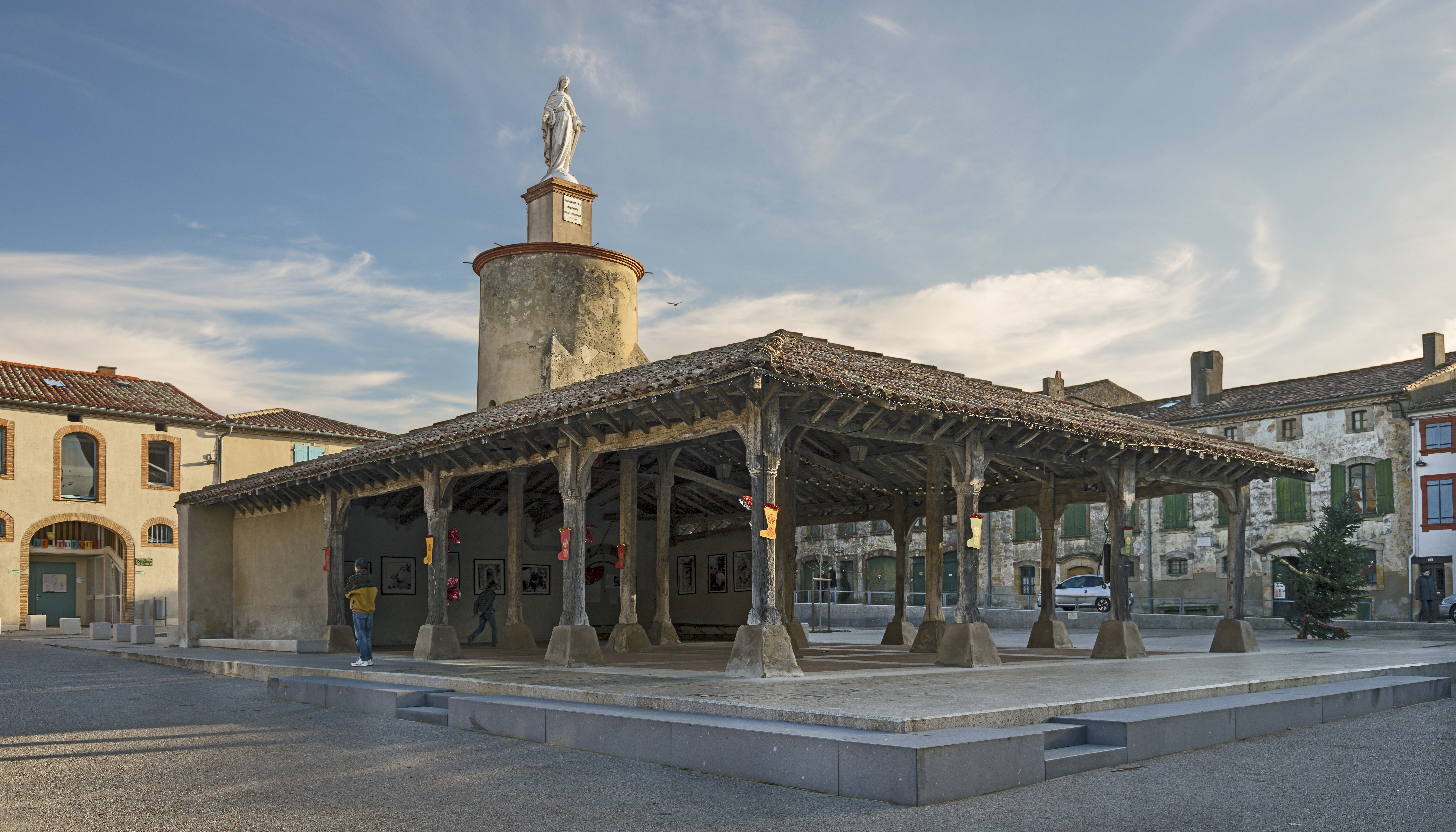
A vásárcsarnok
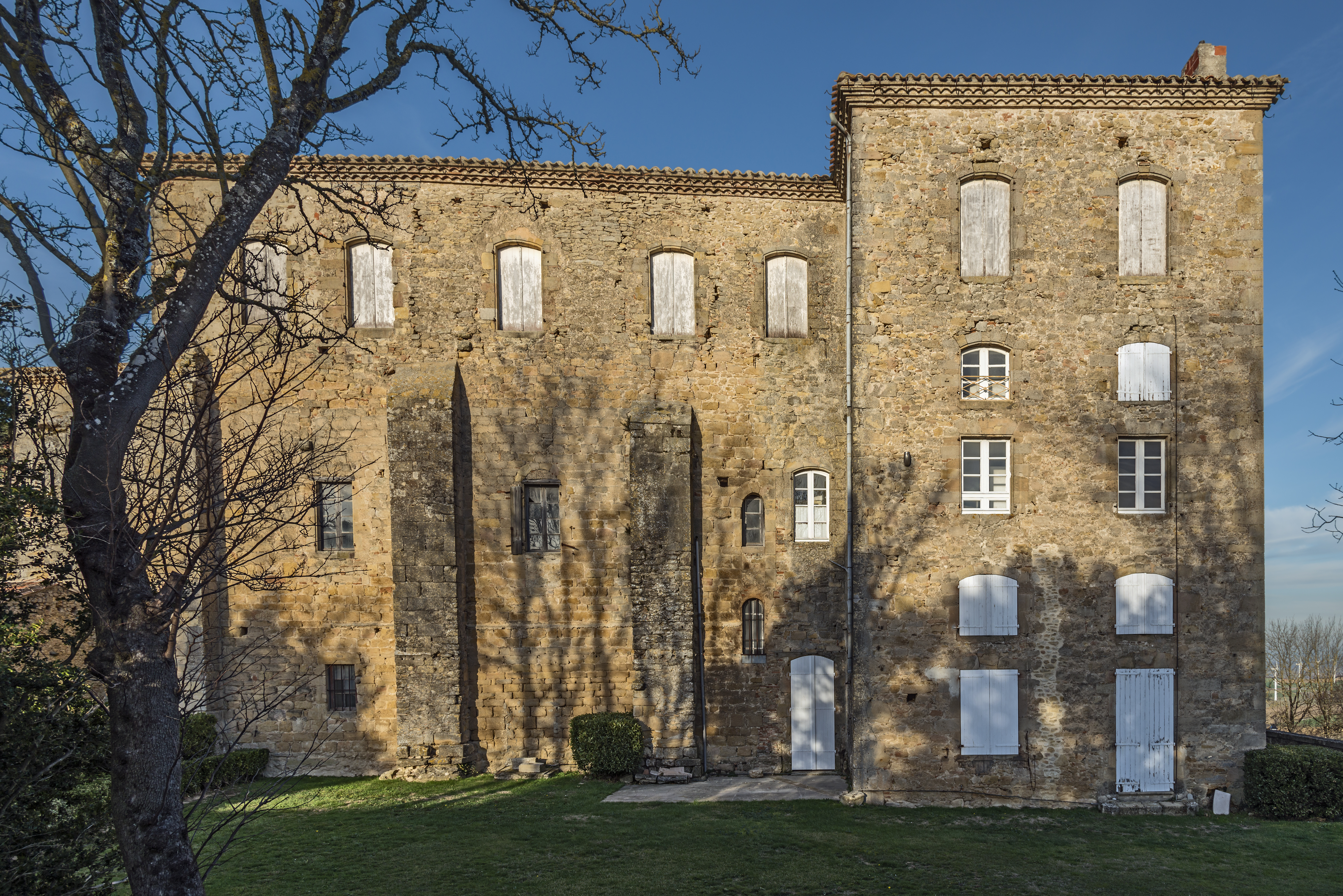
A kastély